# Juan Komar
Juan Cruz Komar (Rosário, 13 de agosto de 1996) é um futebolista argentino que atua como zagueiro. Atualmente joga no Rosário Central.

## Carreira
Komar chegou às categorias de base do Boca Juniors em 2011. Promovido ao time principal em 2015, teve poucas chances no clube Xeneize e logo em seguida foi emprestado ao Talleres, onde ganhou destaque e acabou sendo comprado em definitivo. Em fevereiro de 2022, foi contratado pelo Rosário Central.

## Estatísticas
Atualizadas até 30 de abril de 2015

### Clubes
| Clube             | Temporada         | Campeonato nacional | Campeonato nacional | Campeonato nacional | Copa nacional[a] | Copa nacional[a] | Copa nacional[a] | Competições continentais[b] | Competições continentais[b] | Competições continentais[b] | Outros torneios[c] | Outros torneios[c] | Outros torneios[c] | Total | Total | Total   |
| Clube             | Temporada         | Jogos               | Gols                | Assist.             | Jogos            | Gols             | Assist.          | Jogos                       | Gols                        | Assist.                     | Jogos              | Gols               | Assist.            | Jogos | Gols  | Assist. |
| ----------------- | ----------------- | ------------------- | ------------------- | ------------------- | ---------------- | ---------------- | ---------------- | --------------------------- | --------------------------- | --------------------------- | ------------------ | ------------------ | ------------------ | ----- | ----- | ------- |
| Boca Juniors      | 2013–14           | 0                   | 0                   | 0                   | —                | —                | —                | —                           | —                           | —                           | —                  | —                  | —                  | 0     | 0     | 0       |
| Boca Juniors      | 2014              | 1                   | 0                   | 0                   | —                | —                | —                | —                           | —                           | —                           | —                  | —                  | —                  | 1     | 0     | 0       |
| Boca Juniors      | 2015              | 0                   | 0                   | 0                   | 0                | 0                | 0                | 4                           | 1                           | 0                           | 1                  | 0                  | 0                  | 5     | 0     | 0       |
| Boca Juniors      | Total             | 1                   | 0                   | 0                   | 0                | 0                | 0                | 4                           | 1                           | 0                           | 1                  | 0                  | 0                  | 6     | 1     | 0       |
| Total na carreira | Total na carreira | 1                   | 0                   | 0                   | 0                | 0                | 0                | 4                           | 1                           | 0                           | 1                  | 0                  | 0                  | 6     | 1     | 0       |

- a. ^ Jogos da Copa da Argentina
- b. ^ Jogos da Copa Libertadores da América
- c. ^ Jogos da Copa Ciudad de Mar del Plata, Copa Julio Humberto Grondona e Copa Luis B. Nofal

## Títulos
Boca Juniors
- Campeonato Argentino: 2015

Talleres
- Primera B Nacional: 2016

Rosário Central
- Copa da Liga Argentina: 2023